# Sébastien Marnier
 (janvier 2019).
Pour les articles homonymes, voir Marnier.
Sébastien Marnier est un réalisateur et scénariste français né le 22 septembre 1977 aux Lilas (Île-de-France, en France),.

## Biographie
Né aux Lilas, Sébastien Marnier grandit à La Courneuve, puis à Stains en Seine-Saint-Denis. Il commence ses études en Arts Appliqués à Montreuil, avant de se spécialiser en illustration et peinture à Amiens.
Il intègre en 1998 l’Université Paris-VIII, où il obtient une licence en cinéma. C’est à la fin de son cursus qu’il tourne son premier court métrage Camille, encore quelques minutes, avec Sophie Guillemin.
Dans le cadre de son travail universitaire sur les films de genre (notamment de la pornographie), Sébastien Marnier est contacté par le Forum des images pour composer un programme de films X du début du XXe siècle, projetés à l’époque dans les salons d'attente des bordels huppés. La soirée fait salle comble et donne l’idée à Michel Reilhac – alors directeur du Forum des images – de poursuivre l’expérience avec une sortie en salles. Avec Sébastien Marnier, ils partent à la recherche de nouvelles pépites et proposent un nouveau programme produit par Mélange Production, intitulé Polissons et Galipettes. Le film est diffusé lors de la Quinzaine des réalisateurs au Festival de Cannes, le 19 mai 2002, et sort en salles le 24 juillet 2002, interdit aux moins de 18 ans.
Parallèlement, avec Élise Griffon, Sébastien Marnier réalise deux courts métrages : Le Grand Avoir (2002) et Le Beau Jacques (2003).
Ensemble, ils écrivent plusieurs scénarios de long métrage mais aucun ne trouve de financements. Sébastien Marnier enchaîne alors les petits boulots (agent d’accueil dans un cinéma, vendeur, barman, caissier, cuisinier …), des expériences variées et parfois surréalistes, qui ont inspiré leur blog « Salaire net et monde de brutes », hébergé par Libé.fr. Le succès grandissant du blog (plus d'un million de vues) permet à ses deux auteurs de publier leurs chroniques comiques chez Delcourt (album Salaire net et Monde de brutes (2013). Arte leur propose d’adapter leur bande dessinée en animation. La série Salaire net et Monde de brutes produite par Slow Productions est composée de 30 épisodes de 3 minutes. Elle est diffusée à partir de janvier 2016. Les voix sont assurées par Valérie Donzelli et Jérémie Elkaïm – respectivement Élise et Seb. Marianne James et Marina Foïs donnent également leurs voix à des personnages récurrents.
Sébastien Marnier, qui est entre-temps devenu journaliste mode pour l’émission La Mode la Mode la Mode présentée par Alexandra Golovanoff et diffusée sur Paris Première, publie son premier roman Mimi chez Fayard en septembre 2011. L’accueil de la presse est dithyrambique : Le Figaro évoque « un premier roman au souffle sidérant », Augustin Trapenard sur France Inter parle d’un premier opus « impressionnant, sidérant, mené d’une main de maître de la première à la dernière page ». Christophe Honoré publie une critique élogieuse dans Le Nouvel Observateur ; pour le cinéaste : « c’est un roman haletant, poisseux et excitant comme un journal érotique ; Sébastien Marner possède la grâce des écrivains du désastre ». Quelques mois plus tard, Mimi obtient le prix du roman gay.
Sébastien Marnier sillonne la France des salons littéraires et enchaîne les rencontres avec le public. C’est à cette occasion qu’il rencontre Caroline Lunoir, Fanny Saintenoy et Anne-Sophie Stefanini, trois jeunes auteures avec qui il noue une réelle amitié qui donnera naissance à un roman écrit à huit mains, sobrement intitulé Qu4tre (2013), une nouvelle fois édité chez Fayard. Pour Alain Nicolas, dans L'Humanité, « ce livre attachant et brillant s'achemine en douceur vers l'unisson », pour Le Figaro, « Qu4tre est une réussite, une expérience littéraire unique qui laisse entendre la voix d'une génération ».
En octobre 2013, Sébastien Marnier publie un troisième et court roman, Une vie de petits fours, chez Lattès. Le Figaro évoque « une écriture tendue et un style nerveux », Trois couleurs « retrouve le talent satirique et incisif du romancier », pour Télérama, c’est « une fiction cinglante qui s’élève pour dénoncer le politiquement et littérairement correct ».
Impressionnée par son premier roman, l’actrice et chanteuse Marianne James lui demande d’écrire son nouveau spectacle pour succéder à L'Ultima Récital. Ensemble, ils imaginent Miss Carpenter, un show à la fois kitch et monstrueux, où Marianne James incarne une vieille actrice hollywoodienne qui doit pointer au Pôle Emploi pour ne pas être expulsée de son 640 m² de l’avenue Foch. Programmé pendant 5 mois au théâtre Rive Gauche, le spectacle connaît une deuxième vie au théâtre du Gymnase, où il reste à l’affiche pendant plus de 9 mois. Le show est joué pendant 5 ans à travers la France et finit sa carrière en juin 2018. Il est nommé aux Trophées de la comédie musicale en 2018, dans les catégories « Meilleure reprise » et « Prix du public ».
En juin 2015, Sébastien Marnier commence le tournage de son premier long métrage Irréprochable, avec Marina Foïs, Benjamin Biolay, Joséphine Japy et Jérémie Elkaïm. Produit par Caroline Bonmarchand chez Avenue B Productions et distribué par Memento films, Irréprochable sort le 6 juillet 2016 et devient le succès surprise de l’été. Avec plus de 170 000 entrées, ce thriller se fait remarquer par la presse et le public. Tous louent la puissance de l’interprétation de Marina Foïs, « extraordinaire de justesse, de froideur et de crédibilité » pour Le Parisien. La comédienne obtient d’ailleurs une nomination pour la meilleure actrice aux Césars 2017. Pour Positif, « Il est indéniable que Sébastien Marnier fait déjà preuve d'une maîtrise formelle plutôt rare dans le paysage du jeune cinéma français ».
En juin 2017, Sébastien Marnier entame le tournage de son deuxième long métrage intitulé L'Heure de la sortie, une nouvelle fois produit par Avenue B Productions. Le casting réunit Laurent Lafitte, Emmanuelle Bercot, Gringe, Pascal Greggory, Thomas Scimeca, Véronique Ruggia Saura (déjà dans Irréprochable) ainsi qu’une douzaine d’adolescents. Ce nouveau thriller librement adapté du roman de Christophe Dufossé et distribué par Haut et Court sort en salle le 9 janvier 2019.

## Filmographie

### Réalisateur et scénariste
- 2002 : Polissons et Galipettes, en collaboration avec Michel Reilhac
- 2002 : Le Grand Avoir, coécrit et réalisé avec Élise Griffon (court-métrage)
- 2003 : Le Beau Jacques, coécrit et réalisé avec Élise Griffon (court-métrage)
- 2016 : Irréprochable
- 2018 : L'Heure de la sortie
- 2022 : L'Origine du mal
- 2024 : Les enfants sont rois (épisodes 4, 5 et 6)
- 2026 : Paolo

### Scénariste
- 2016 : Salaire net et Monde de brut (série de 30x3' pour Arte), coécrit avec Élise Griffon

## Publications

### Romans
- Mimi, éditions Fayard, 2011, Prix du roman gay 2013
- Une vie de petits fours, éditions Jean-Claude Lattès, 2013
- Qu4tre, coécrit avec Caroline Lunoir, Fanny Saintenoy et Anne-Sophie Stefanini, éditions Fayard, 2013

### Théâtre
- 2016 : Miss Carpenter, coécrit avec Marianne James